# TCP/IP مصور
TCP/IP مصور یک سری کتاب سه جلدی نوشتهٔ ریچارد استیونز است. این کتاب به تشریح پشته پروتکل TCP/IP پرداخته. از آنجا که کتاب حاوی تصاویر و دیاگرام‌های فراوانی است، نام «مصور» روی آن گذاشته شده است.

## جلدها

### جلد اول: پروتکل‌ها
جلد اول این کتاب به بررسی پروتکل‌ها پرداخته و فاقد کد است. این جلد از کتاب، صدها بار در ژورنال‌های ACM مورد یادکرد قرار گرفته‌است. ویرایشی دومی از این جلد در سال ۲۰۱۱ توسط Kevin R. Fall بروزرسانی و منتشر شد.

### جلد دوم: پیاده‌سازی
در این جلد، استیونز پیاده‌سازی TCP/IP در سیستم‌عامل 4.4BSD-Lite را مورد بررسی قرار می‌دهد. این جلد حاوی حدود ۱۵٬۰۰۰ خط کد منبع و ۵۰۰ تصویر است. به گفتهٔ استیونز «پیاده‌سازی 4.4BSD-Lite پیاده‌سازی دو فاکتو از TCP/IP است و کد منبع آن «به اندازه کافی کوچک» است که بتوان آن را در یک کتاب جای داد، ولو اینکه این کتاب، «کتابی بزرگ» خواهد بود».

### جلد سوم: T/TCP, HTTP, NNTP, و پروتکل‌های دامنه یونیکس
این جلد حاوی مباحثی است «که جایی برای آنها در دیگر جلدها پیدا نشده است». پروتکل‌های HTTP, T/TCP,  NNTP  و سوکت‌های دامنه یونیکس در این جلد مورد بررسی قرار می‌گیرند. همانند جلد دوم، این جلد هم حاوی مثال‌های از سیستم‌عامل 4.4BSD-Lite است.